# Dag Riisnæs
Dag Riisnæs (Horten, 20 giugno 1969) è un ex calciatore norvegese, di ruolo centrocampista.

## Carriera

### Club
Riisnæs iniziò la carriera con la maglia del Kongsvinger, debuttando nella massima divisione norvegese il 15 maggio 1989, nella sconfitta per uno a zero in casa del Tromsø. Il 25 maggio segnò la prima rete, contribuendo quindi al pareggio casalingo per due a due contro il Rosenborg. Rimase in squadra fino al termine della Tippeligaen 1994.
Nel 1995, infatti, passò al Vålerenga. Esordì il 22 aprile, giocando da titolare nel successo per due a zero in casa dello Stabæk. Siglò la prima marcatura il 18 giugno, nel successo per tre a uno sul Brann.
Fu in squadra anche nella Tippeligaen 1996, quando il Vålerenga arrivò al penultimo posto finale e retrocesse. Nella stagione 1997 fu tra i protagonisti della vittoria in campionato (e conseguente promozione) e del successo finale nella Coppa di Norvegia. La stagione seguente, così, debuttò anche nella Coppa delle Coppe 1998-1999.
Al termine della Tippeligaen 2000, annunciò di non aver trovato l'accordo per rinnovare il suo contratto con il Vålerenga. Aggiunse anche di aver ricevuto offerte da Hønefoss, HamKam e Kongsvinger, ma di averle rifiutate. Si ritirò così dal calcio giocato.

## Palmarès

### Giocatore

#### Club

##### Competizioni nazionali
- Coppa di Norvegia: 1

Vålerenga: 1997